# Хошанг Шах
Хошанг Шах (д/н—1435) — 2-й (формально перший) мусульманський правитель Малави. Повне ім'я Султан аль-Азам Хусам ад-дунья ва'л-дін Абу л-Муджахід Хошанг Шах.

## Життєпис
Син Ділавар Хана. Замолоду звався Альп Хан. Тривалий час перебував в делі при дворі султана Фіроз Шаха Туґхлака. 1401 року прибув до Манду, де батько створив Малавський султанат. Припускають, що 1405 року отруїв Ділавар хана, зайнявши трон. Взяв собі ім'я Хошанг Шах.
1407 року під приводом помсти за Ділавар Хана проти Хошанг Шаха виступив гуджаратський султан Музаффар-шах I, який був другом першого. Малавський султан зазнав поразки й потрапив у полон. Згодом його було звільнено завдяки клопотанню Ахмед-хана, онука Музаффар-шаа I. Натмоість визнав зверхність Гуджарату.
По поверненню до Малави стикнувся з опором брата Муси-хана, що захопив владу в країні. До 1410 року відновив контроль над султанатом. За цим виступив проти султана Музаффар-шаха I. війна тривала до 1416 року, але малавський султан зміг лише домогтися визнання свого незалежного статусу.
1417 року втрутився у боротьбу за владу в Хандеському султанаті на боці правителя Насір-хана Фарукі проти повсталого брата того Хасана, якого підтримав гуджаратський султан Ахмед-шах I. Але 1418 року завдав поразки хандеському султанові. У 1419 і 1420 роках гуджаратські війська плюндрували прикордонні землі Малавського султанату, але Хошанг Шах продовжував боротьбу.
1421 року здійснив грабіжницький похід проти князівства Джайпур (в регіоні Калінга). Цим скористався Ахмед-шах I, що вдерся до Малави. Але ще до повернення султана того вдалося відбити. При поверненні назад Хошанг Шах захопив князівство Кхерла, яке стала його васалом. У 1422 році підкорив князівство Гаграон на південному сході Раджастану. Того ж року спробував захопити Гваліор, правителі якого були васалами делійського султана Мубарак-шаха. Останній змусив Хошанг Шаха зняти облогу Гваліору. Подальша битва не виявила переможця. тому сторони уклали мир зі збереженням статус-кво.
1425 року вступив у протистояння з бахманідським султаном Ахмад-шахом I, який спробував захопити регіон гондів. 1428 року війна поновилася за князівство Кхерла. Під час переслідування бахманідського війська потрапив у пастку та зазнав поразки.
У 1431 році він напав на Калпі, який номінально належав Делійському султанату, але в цей час тамтешній султан Мубарак-шах придушував повстання в Пенджабі, що дозволило зайняти місто. Втім проти малавського султана виступив Ібрагім-шах Шаркі, султан Джаунпуру. В наступній боротьбі 1433 року залишив місто Калпі, яке повернулося під владу Мубарак-шаха.

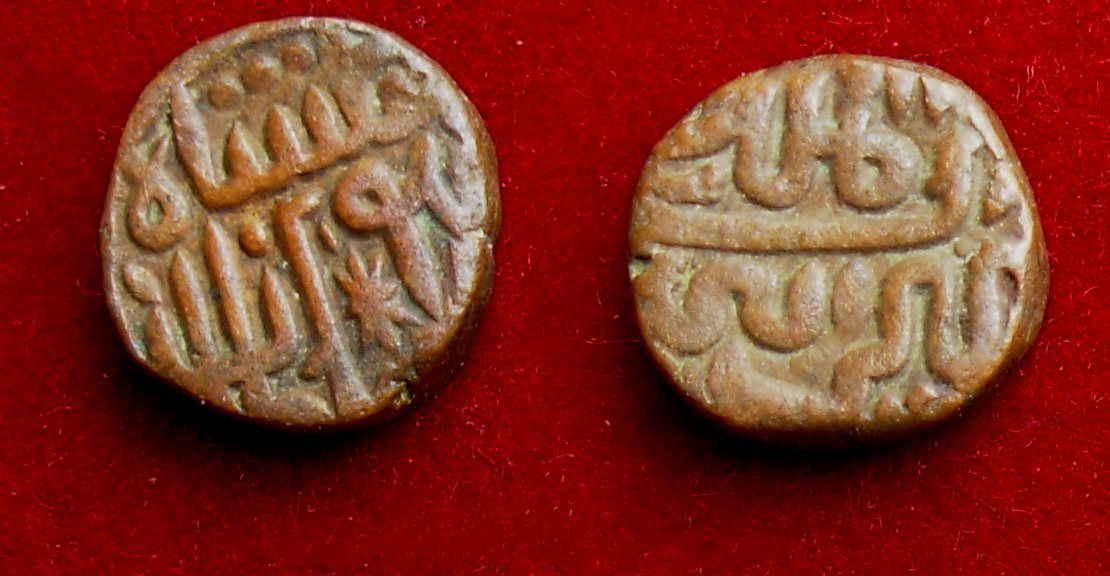
Мідна монета Хошанг Шаха

Водночас в ці роки приділяв уваги збільшенню зрошених земель, наказавши зруйнувати греблі в Бходжасагара в Бходжпурі поблизу Бхопала; водам знадобилося 3 роки, щоб спорожнити. Близько 1432 року заснував місто Хошангабад. Помер 1435 року. Йому спадкував син Газні Хан Мухаммед.